# Johann Gottlieb Bujack
Johann Gottlieb Bujack (* 17. Januar 1787 in Wehlau, Ostpreußen; † 6. Oktober 1840 in Königsberg i. Pr.) war ein deutscher Gymnasialprofessor und Naturwissenschaftler.

## Leben
Im Alter von zwölf Jahren wurde Bujack in das Königliche Waisenhaus
in Königsberg i. Pr. aufgenommen. Sein 1804 begonnenes Studium der Theologie schloss er mit bestandenem Examen ab. Anschließend wurde er als interimistischer Prediger und Lehrer an dem Waisenhaus angestellt, dort jedoch bereits nach einem halben Jahr  wegen seines Umgangs mit dem Theosophen Johannes Schönherr (1771–1826) gekündigt. Bujack wandte sich nun den Naturwissenschaften zu und wurde 1810 Hilfslehrer und 1811 ordentlicher Lehrer am Collegium Fridericianum in Königsberg i. Pr. Er war in erster Ehe mit einer Schwester des Pfarrers Johannes Wilhelm Ebel (1784–1861), des ersten Vertreters der Erweckungsbewegung, verheiratet, in zweiter Ehe mit Johanna Becker. Bujack hat zahlreiche naturwissenschaftliche Abhandlungen auf den Gebieten der Botanik, Zoologie und Geologie veröffentlicht, die meistens in den Preußischen Provinzial-Blättern erschienen und viel beachtet wurden. Sein  1837 veröffentlichtes Werk Naturgeschichte der höheren Thiere mit besonderer Berücksichtigung der Fauna Prussica stieß in der Fachwelt auf ein positives Echo.
Bujack war Mitglied der Physikalisch-ökonomischen Gesellschaft zu Königsberg in Pr.  und hatte im Zeitraum 1822–1837 als deren Bibliothekar fungiert; auch hatte er sich  um die Gesellschaft durch seine Vorträge verdient gemacht.
Johann Gottlieb Bujack war der Vater von Georg Bujack (1835–1891).

## Werke (Auswahl)
- Die Höhenzüge und Gewässer Ost- und Westpreußens, besonders in Beziehung auf den früheren Zustand unseres Landes. Vorgetragen in der physikalisch-ökonomischen Gesellschaft am 13. Februar 1835. In: Preußische Provinzial-Blätter. Band 13, Königsberg 1835, S. 329–341 und S. 425–452.
- Ueber einen im Juli 1836 zwischen Marienburg und Willenberg im Flußbette der Nogat gefundenen Mammuthszahn. In: Preußische Provinzial-Blätter. Band 17, Königsberg 1837, S. 74–80.
- Biographische Skizze des Andreas Leonhard Köhn, genannt v. Jaski, weiland Königl. Landesdirektors von Ostpreußen, Stifters der Ostpreußischen Physikalisch-ökonomischen Gesellschaft und Mitgliedes mehrer gelehrten Gesellschaften. In: Preußische Provinzial-Blätter. Band 18, Königsberg 1837, S. 377–392.
- Naturgeschichte der höheren Thiere mit besonderer Berücksichtigung der Fauna Prussica, ein Handbuch für Lehrer der Jugend, Oekonomen, angehende Forstmänner und Freunde der Natur. Königsberg 1837.
- Geognostische Fragmente, Ostpreußen betreffend. In: Preußische Provinzial-Blätter. Band 19, Königsberg 1838, S. 93–126.
- Die Gruppe der Oberländischen Seen, mit Bezugnahme auf eine Kanal-Verbindung derselben mit dem Drausensee. In: Preußische Provinzial-Blätter. Band 20, Königsberg 1838, S. 354–373.
- Botanische Skizzen. In: Preußische Provinuial-Blätter. Band 20, Königsberg 1838, S. 486–503.
- Geschichte des Preußischen Jagdwesens von der Ankunft des Deutschen Ordens in Preußen bis zum Schlusse des siebzehnten Jahrhunderts, mit besonderer Berücksichtigung auf einige schwierigen Fragen der Zoologie. In: Preußische Provinzial-Blätter, Band 22, Königsberg 1839, S. 481–525.
- Ueber preußische Naturforscher des 16ten, 17ten und 18ten Jahrhunderts. Biographisch-literarische Skizzen. Melchior Guilandin, Christian Fischer und Carl Heinrich Rappolt. In: Preußische Provinzial-Blätter. Band 23, Königsberg 1840, S. 5–26.
- Ueber preußische Naturforscher des 16ten, 17ten und 18ten Jahrhunderts. Biographisch-literarische Skizzen. Jacob Breyn und Johann Philipp Breyn. In: Preußische Provinzial-Blätter. Band 23, Königsberg 1840, S. 193–209.
- Ueber preußische Naturforscher des 16ten, 17ten und 18ten Jahrhunderts. Biographisch-literarische Skizzen. Jacob Theodor Klein. In: Preußische Provinzial-Blätter. Band 23, Königsberg 1840, S. 344–359.
- Ueber preußische Naturforscher des 16ten, 17ten und 18ten Jahrhunderts. Biographisch-literarische Skizzen. Heinrich Hagen und Johann Heinrich Hagen. In: Preußische Provinzial-Blätter. Band 23, Königsberg 1840, S. 481–492; Band 24, Königsberg 1840, S. 3–13.
- Nachträge zur biographisch-literarischen Skizze Rappolts. In: Preußische Provinzial-Blätter. Band 23, Königsberg 1840, S. 492–498.